# Mouvement des sans-toit
En 1997, la mise sur pied à São Paulo du Movimento dos Trabalhadores Sem Teto (MTST) ou Mouvement des travailleurs sans-toit signale la naissance d'un mouvement social dont l'objectif central est de proposer une résolution du problème du logement urbain au Brésil. Inspiré de l'idéologie et des actions du Mouvement des sans-terre (MST), c'est à travers l'occupation d'immeubles, le plus souvent abandonnés à la spéculation immobilière, que les sans-toit militent pour le droit au logement. 
Le mouvement mène d'autres actions sociales comme la distribution de paniers-repas destinés aux sans-abri. 

## Émergence des mouvements des sans-toit
Les pratiques et discours des mouvements de sans-toit s'insèrent dans l'orbite de l'expérience du Mouvement des sans-terre (MST). En effet, la Marche nationale pour la réforme agraire, la justice et l'emploi, qui prend place à la suite d'un appel du MST en 1997, permet une marche de plus de 1300 sans-terre en direction de Brasilia dont le passage à travers plusieurs villes autorise de réaffirmer l'intention du MST de tenir compte des problèmes engendrés par l'urbanisation croissante au Brésil et d'adapter la lutte pour la réforme agraire au cadre urbain. C'est dans ce contexte que naît en 1997 le Movimento dos Trabalhadores Sem Teto (MTST), aujourd'hui l'un des mouvements de sans-toit les plus importants à São Paulo. 
Alors que le MTST concentre ses actions dans la périphérie de São Paulo, l'année 1998 voit naître d'autres organisations de sans-toit dans la région centrale de la ville (Associaçao dos Moradores Sem Teto da Regiao Central, Movimento dos Encortiçados, Sem Teto e Catadores de Papelao da Regiao Central, Movimento dos Moradores de Centro).

## Occupations
En 1998, le nombre d'immeubles occupés est de huit. L'année 1999 est une année record alors que le nombre d'occupations augmente à seize. Entre 1997 et 2007, les sans-toit sont à l'origine de 112 occupations de terrains et d'immeubles à São Paulo. Au total, 83 occupations (74,1 %) ont lieu dans la région centrale de la ville et 29 (25,9 %) dans la région métropolitaine du Grand São Paulo. Un grand nombre d'occupations ont lieu entre 1997 et 2000 (43,4 % des occupations enregistrées entre 1997 et 2007). 
La période de 2001-2004 correspond à la gestion municipale de Marta Suplicy (Parti des Travailleurs) dont la sympathie pour les mouvements sociaux urbains et la tentative d'instaurer une politique participative en matière de logement aura entrainé du côté des mouvements des sans-toit une trêve des occupations (38,8 %). Cette chute des occupations se poursuit durant la période 2005-2008 (16,5 %), mais pour les raisons opposées; la période est marquée par l'administration municipale Gilberto Kassab, dont la ligne politique est celle d'une répression des actions des mouvements de sans-toit.

### L'occupation Maua

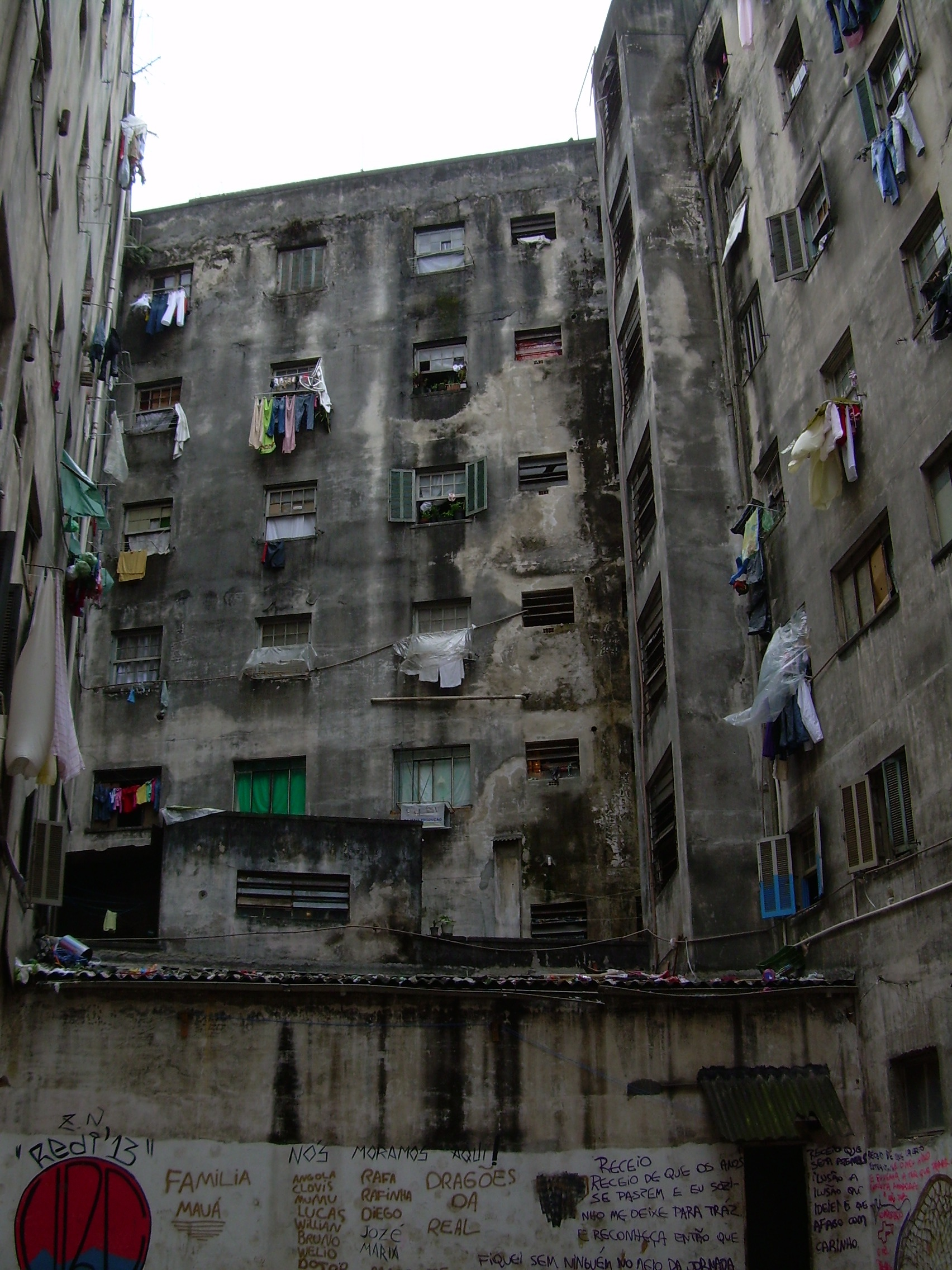
Maua

Aujourd'hui plus grande occupation des sans-toit du centre de São Paulo, l'occupation Maua compte 400 familles et se partage entre trois organisations: le Movimento dos sem teto do centro (MSTC), le Movimento dos trabalhadores sem teto da regiao central et le Movimento de moradia da regiao do centro. Situé dans le quartier Bom Retiro, l'occupation se situe au 304 rue Maua au sein d'un ancien hôtel de 5 étages laissé à l'abandon depuis la fin des années 1980 (Hôtel Santos Dumont). Le quartier compte 10 807 domiciles recensés alors que 2 488 (21,4 %) sont considérés vacants par la municipalité. 

Cet ancien hôtel est occupé pour une première fois par le MSTC en 2003 pour faire l'objet d'un avis d'éviction en 2005. Par la suite, l'immeuble demeure abandonné durant près de deux ans avant d'être l'objet d'une nouvelle occupation le 25 mars 2007. 
Une division des tâches entre les résidents de l'occupation permet d'organiser la vie sociale qui y prend place. Les tâches à effectuer sont regroupées en secteurs d'activité: la sécurité interne, l'hygiène et la propreté puis la maintenance. Chaque étage détient un responsable qui assure que chacune des tâches soit bien effectuée. Ces derniers se rapportent à la coordination générale du MSTC. Un portier contrôle à toute heure du jour ou de la nuit les entrées et les sorties. 
Bien que l'occupation située au 304 rue Maua se trouve au sein d'une quartier reconnu pour la consommation de drogues dures, aucun individu reconnu comme consommateur de drogues ou pratiquant la prostitution ne peut avoir accès à l'occupation. Les visites font l'objet d'un contrôle serré. En plus d'être enregistrées par le portier, elles doivent faire l'objet d'une invitation formelle d'une personne habitant l'occupation.

## Les sans-toit et les enjeux de la région centrale de São Paulo
Le centre de São Paulo abrite une bonne partie des 600 000 habitants de taudis (cortiços), 10 000 vendeurs ambulants, 2000 collecteur-trieur de déchets et 5 000 itinérants que compte la ville de São Paulo. Parmi les 121 628 domiciles recensés, 31 811 (26,15 %) sont considérés vacants. 
Non seulement l'emploi et les services publics (transport en commun, écoles, etc.) sont plus disponibles dans la région centrale, mais les statistiques démontrent également que les chefs de famille détenant un bas niveau de scolarité gagnent deux fois plus au centre qu'en périphérie. Les opportunités d'emplois ainsi que les salaires plus élevés pour les emplois formels comme informels font du centre un pôle d'attraction pour les populations paupérisées qui, pour en profiter, doivent cependant se soumettre à des conditions de logement extrêmement difficiles. Dans ce contexte, les sans-toit se mobilisent et projettent l'image d'un centre devant avant tout offrir des conditions favorables pour que les populations les plus démunies puissent y habiter. 
De multiples organisation de sans-toit sont actives au centre de la ville de São Paulo. Parmi les plus actives se trouvent les suivantes : Uniao das Lutas de Cortiço, Uniao de Movimentos de Moradia, Movimentos Sem Teto do Centro, Unificaçao das Lutas dos Cortiços, Forum dos Cortiços, Novo Centro, Movimento dos Trabalhadores Sem Teto da Regiao Central et Movimento de Moradia do Centro.

### Composition sociale
La composition sociale des organisations de sans-toit dans la région centrale est loin d'être d'ordre monolithique. Elles contiennent autant des paulistes que des immigrants d'autres États brésiliens (en majorité du Nordeste), des gens ayant délaissé la région rurale pour s'installer en sol urbain et même des immigrants en provenance d'autres pays (majoritairement du Paraguay et de la Bolivie). 
Certains des membres de ces organisations ont vécu un temps à la rue, d'autres n'arrivaient tout simplement plus à payer le loyer et ont été introduits au Mouvement. La direction de la plupart des organisations de sans-toit visitent régulièrement favelas et auberges pour itinérants dans le but de recruter de nouveaux membres. 
Malgré une certaine non homogénéité à l'égard de leur provenance, la caractéristique commune des sans-toit est leur incapacité à payer un loyer régulier du fait de revenus irréguliers. Plusieurs sont sans emplois alors que les professions qu'ils exercent se situent au sein des secteurs où l'emploi est instable et temporaire (maçonnerie, vendeur ambulant, peintre, domestique, serveur, maintenance, etc.).